# Arboreto Main-Taunus

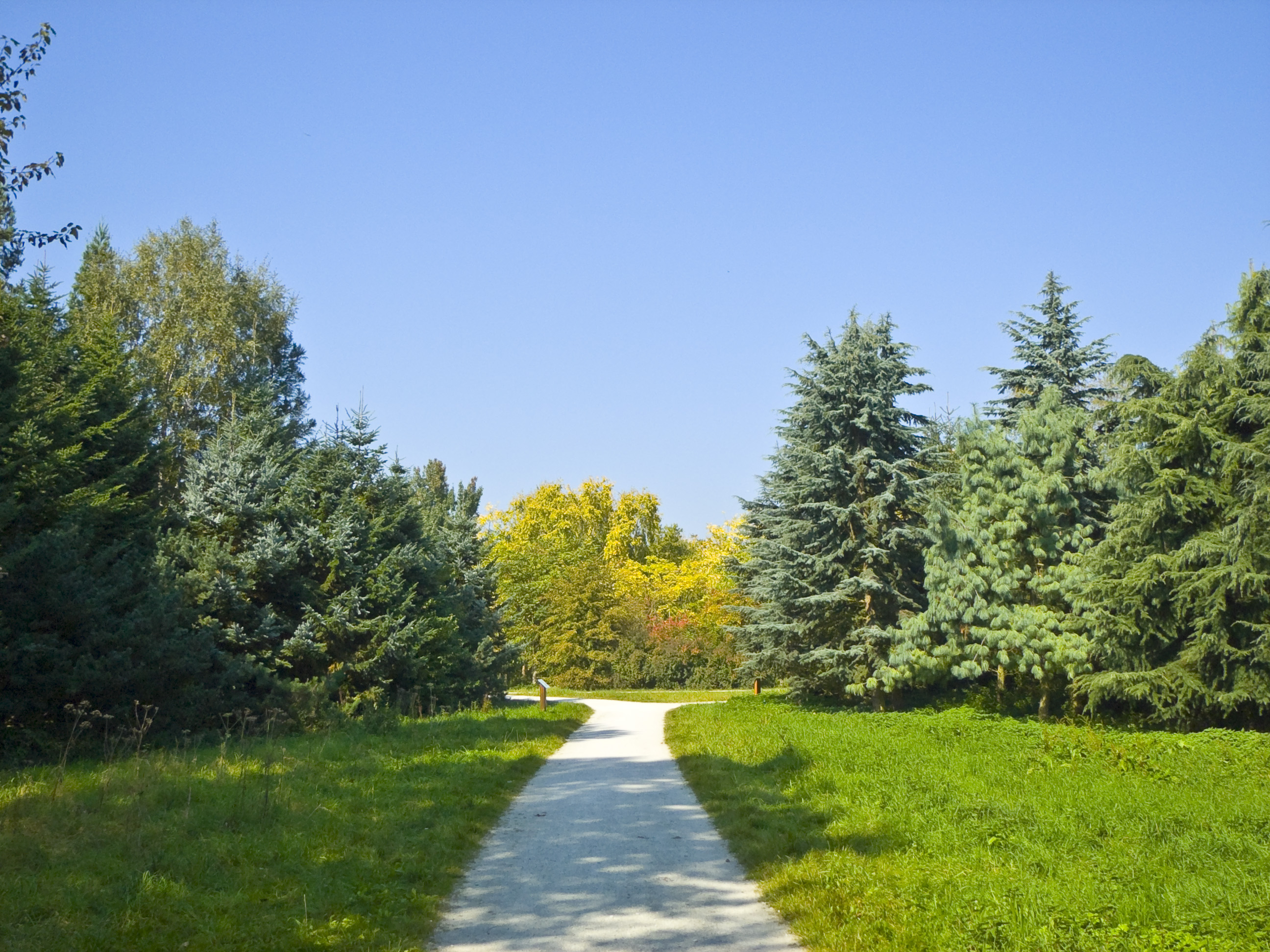
Arboretum Main-Taunus.

El Arboreto Main-Taunus en alemán : Arboretum Main-Taunus es un arboreto de 76 hectáreas de extensión, suma de los terrenos de los municipios de Sulzbach (51 hectáreas) y Schwalbach (23 hectáreas), que anteriormente correspondían a un aeropuerto militar, que se encuentra en Eschborn, Alemania.

## Localización
Se encuentra ubicado en Am Weissen Stein, justo al suroeste de Eschborn, Hesse, Deutschland-Alemania.50°8′8″N 8°32′59″E / 50.13556, 8.54972

## Historia
Entre los años 1937 y 1945 era un conjunto de 185 hectáreas de campo de aviación e instalaciones de la Luftwaffe. Después de la guerra sirvió a los americanos de zona de operaciones como campo de aviación, hasta el nuevo reacondicionamiento del aeropuerto de Fráncfort. 
Después de que el área cambiara de posesión a la República Federal de Alemania y pasó a tener utilidad para la Deutsche Bundespost (oficina de correos federal) y Technisches Hilfswerk (Organización técnica del bienestar). 
En el año 1981 la región de Hesse adquirió la libre accesibilidad a 76 hectáreas, alrededor de ella como repoblación forestal de los alrededores del aeropuerto de Fráncfort.

## Colecciones
Las plantaciones del arboreto comenzaron en 1982, actualmente en el año 2009, hay 600 especies de árboles y arbustos, en plantaciones individualizadas con sus etiquetas, procedentes del hemisferio norte, incluyendo Europa Central, Asia Menor, los Himalayas, China, Japón, y Norteamérica, junto con zonas de vegetación propia de la región de Hesse.

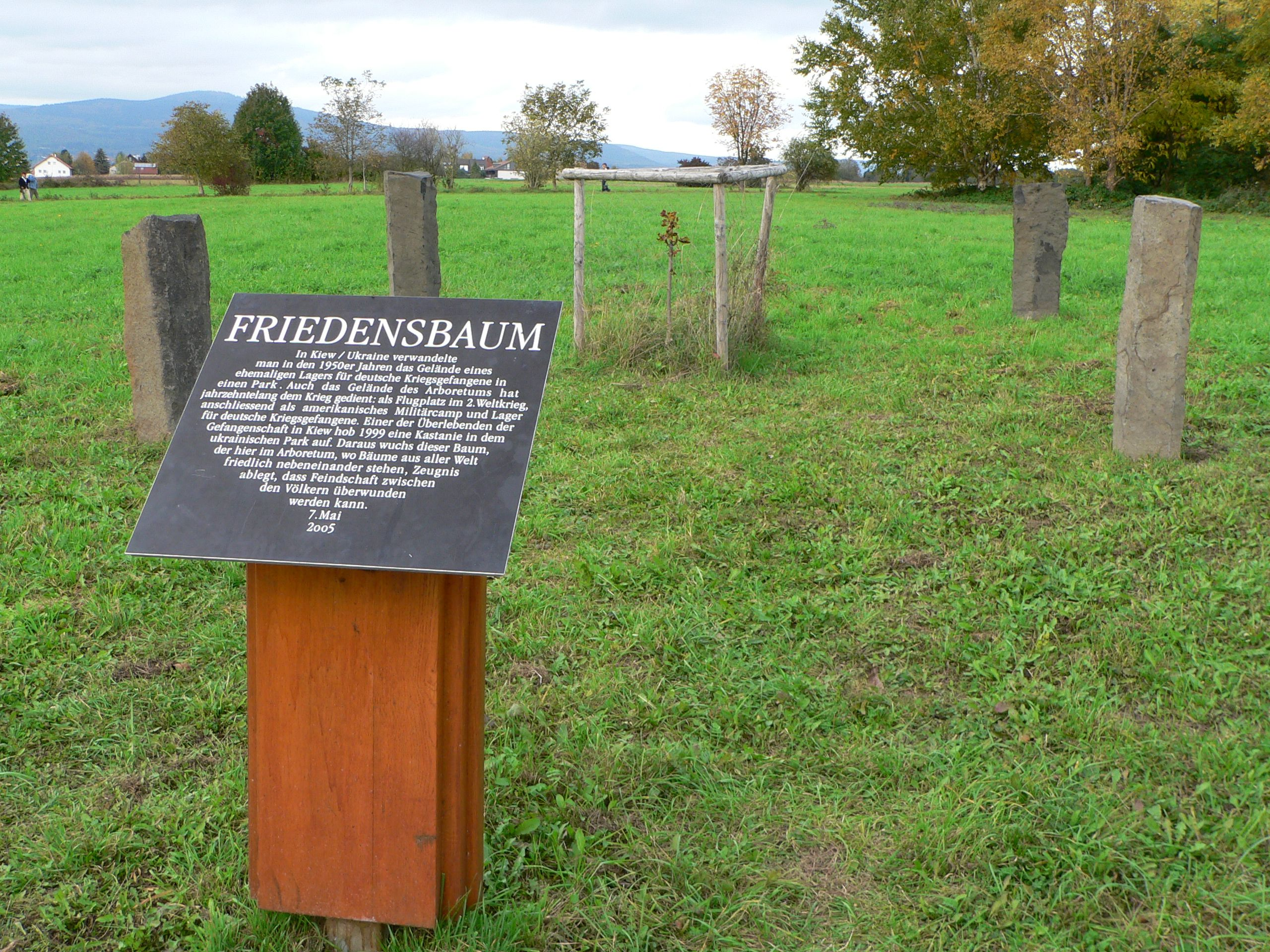
Árbol de la Paz.

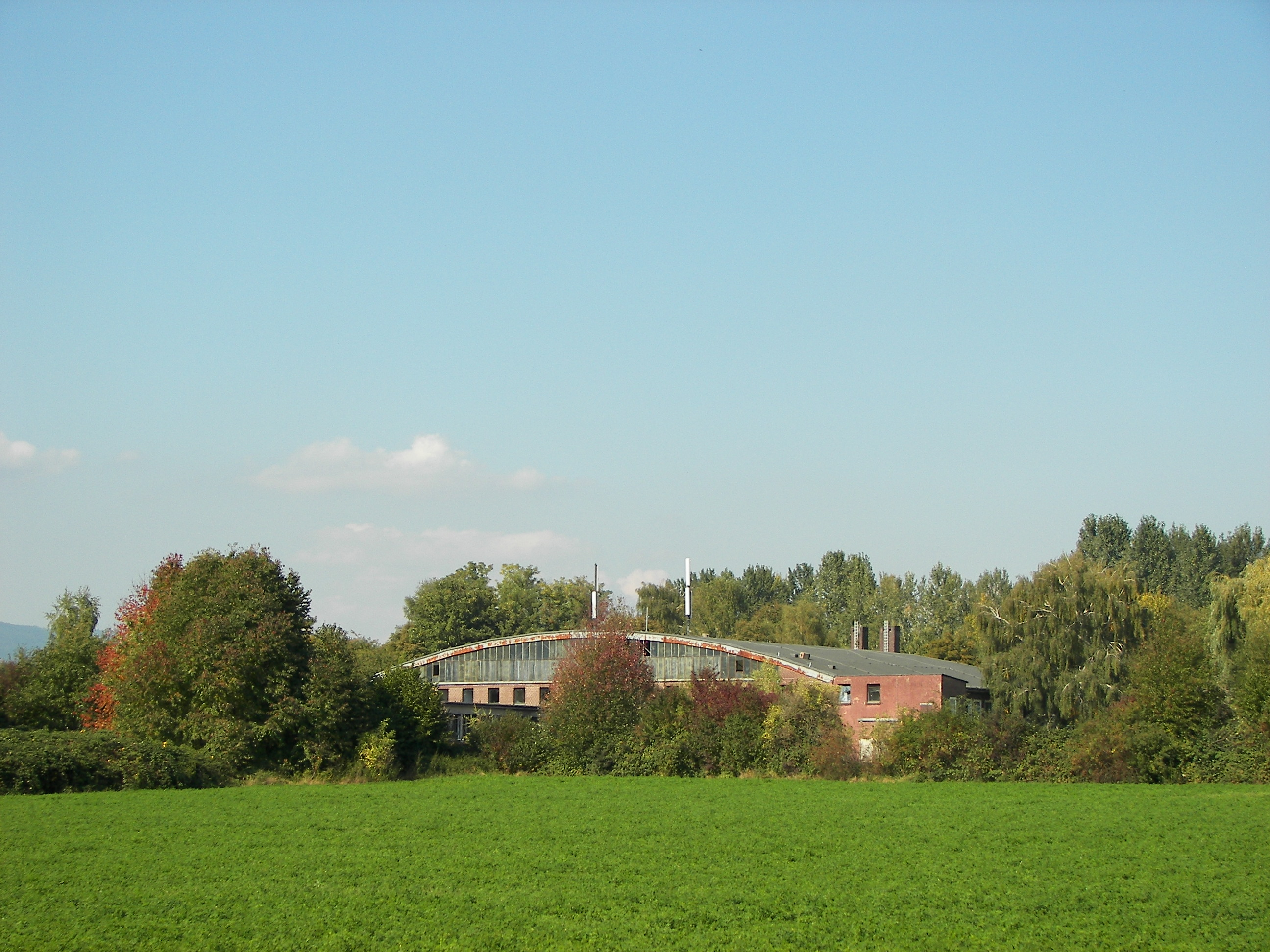
Antiguo hangar del aeropuerto.

Hay diversas áreas de los bosques de la tierra, en cada caso representadas por un grupo de árboles y de arbustos, se intenta mostrar como se encuentran en la naturaleza. Entre los detalles de los 36 pequeños bosques se encuentra el Huerto-pradera de árboles frutales y el prado floral, una exposición didáctica para las rocas y una para los árboles nativos así como un biotopo húmedo. Un granjero de la región trabajó la naturaleza del cercado y los prados del arboreto y un bioapicultor construyó los nidos con encorchado y pajas. La variedad de la naturaleza se consigue en la zona del "bosque del sur de Europa" en donde en escasa media hectárea de superficie hay presentes 63 especies de  árbol y arbustos diferentes. En el parque hay representados 17 clases diferentes de robles. 

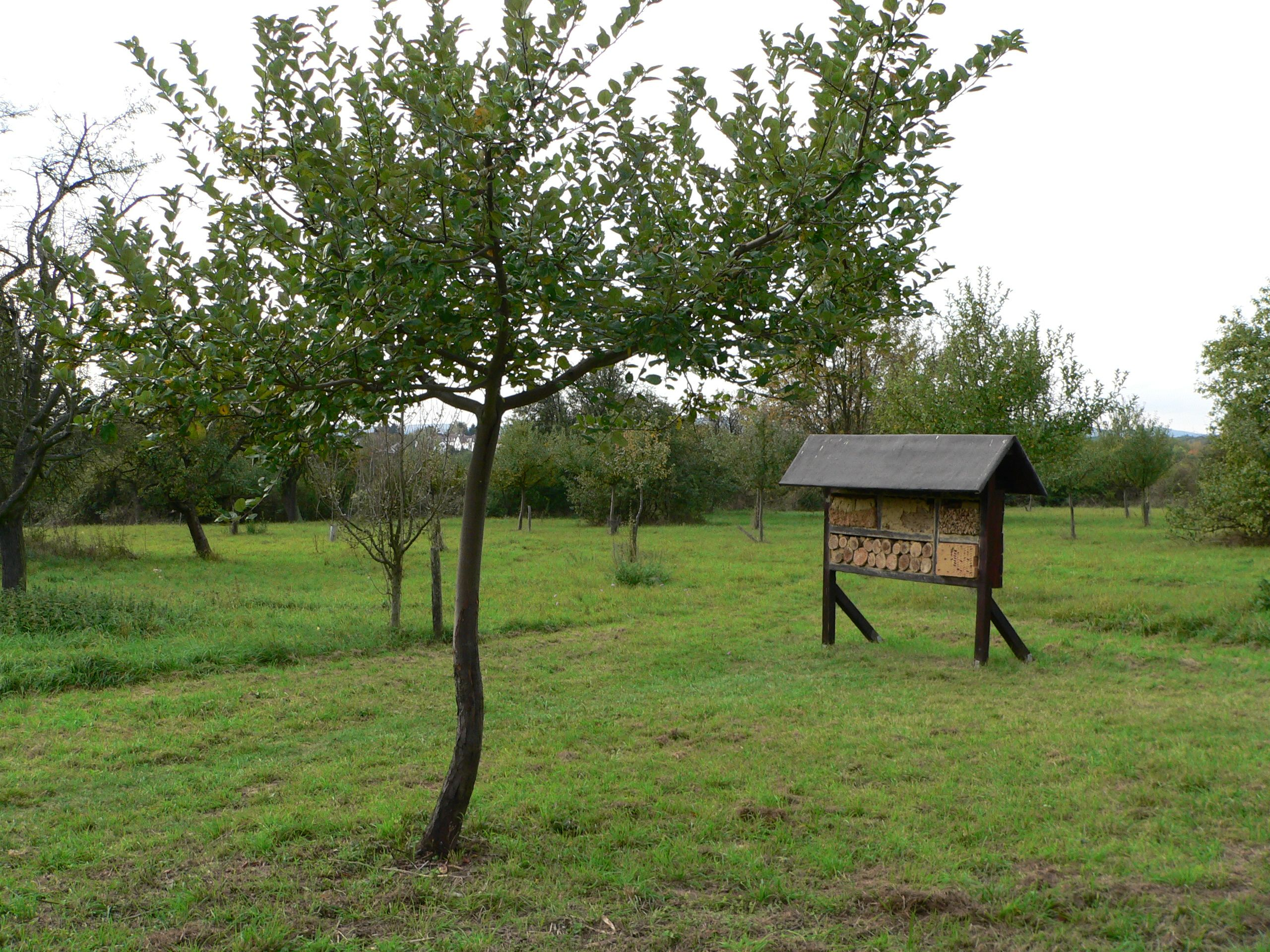
Prado de árboles frutales con planchas colmenas para Insectos.

En el arboreto no solamente está el árbol de más envergadura del mundo (el "árbol Mamút" norteamericano Sequoiadendron giganteum), sino también el que tiene la esperanza de vida más larga (el longevo Pinus aristata). Con una edad de 15 años,  ambos se encuentran al inicio de sus duraderas expectativas de millares de años de vida. El "erizo chileno", la araucaria chilena, se representa con tres especímenes en el arboreto. Son los únicos árboles del parque con la patria original en el hemisferio meridional de la tierra. Solamente tal especie procedente del bosque del hemisferio sur, fue seleccionada para la silvicultura en los EE. UU., que puede adaptarse a las condiciones climáticas imperantes en las montañas espina dorsal de los EE. UU., así por ejemplo una temperatura anual media de 9 grados centígrados, unas precipitaciones anuales de aproximadamente 650 mm y además resistente a las heladas. 

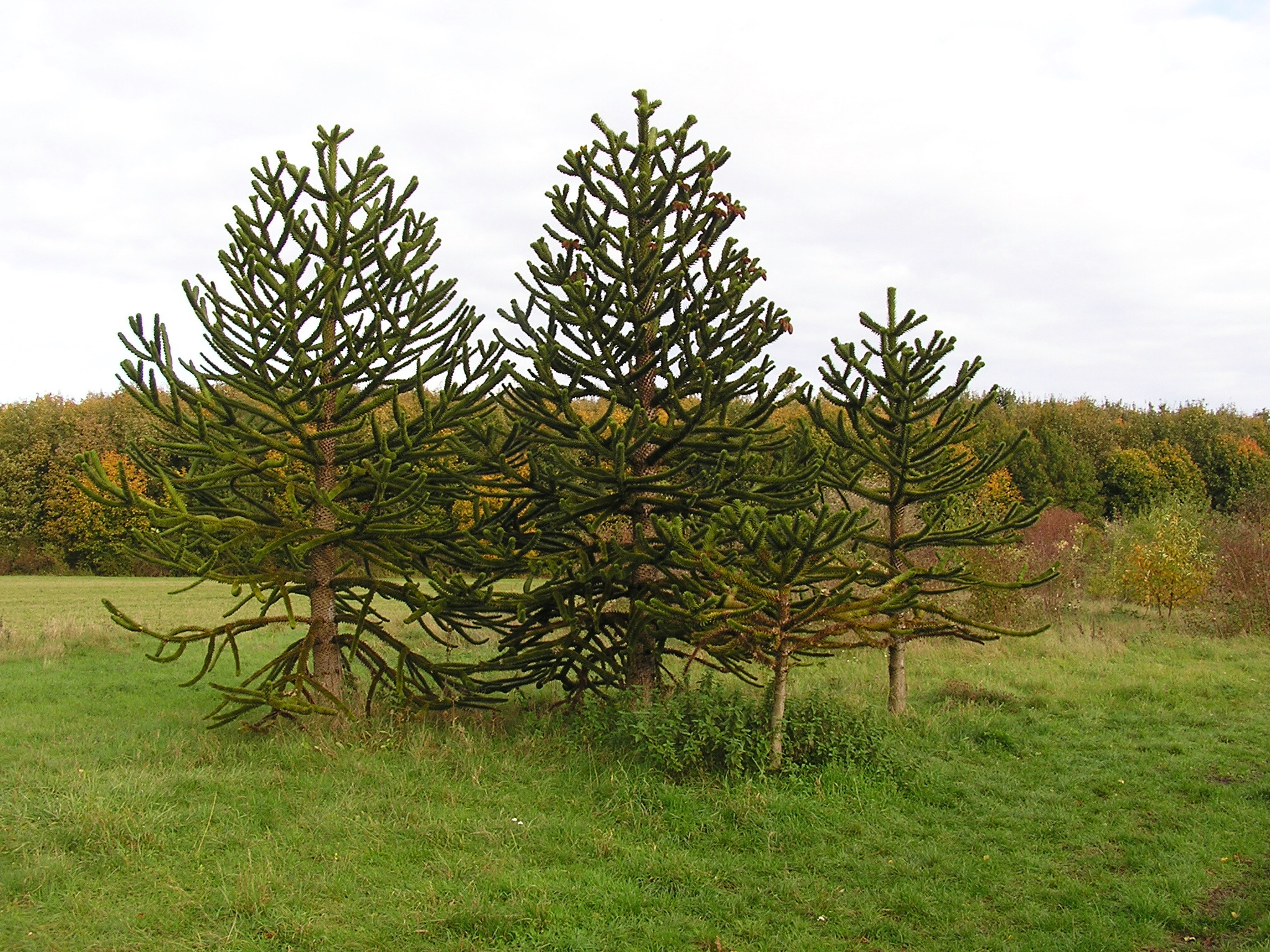
Grupo de Araucarias.

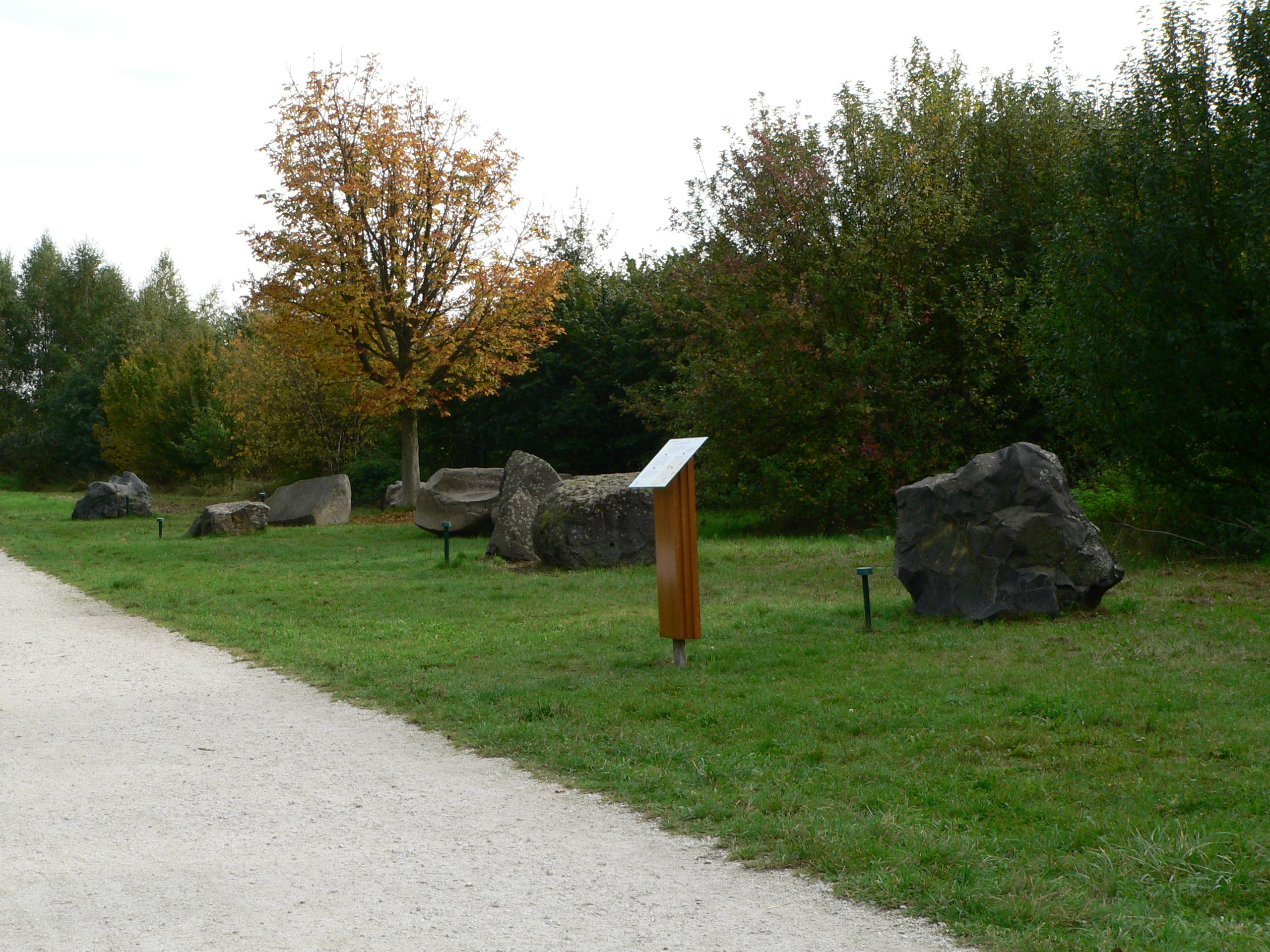
Una parte de la exposición didáctica de rocas.

La Comisión responsable de la silvicultura del arboreto se ha marcado como objetivo tres metas para un periodo medio: En primer lugar está el parque a disposición de la opinión de los  dendrólogos cualificados, así los científicos sirven a los clientes del árbol. En segundo lugar el interés del parque se centra en la naturaleza, en las estructuras entrelazadas que forman el bosque, la agricultura natural (11 hectáreas de campo, 15 hectáreas de prado) y las superficies para protección de la naturaleza. En tercer lugar sitúan la recuperación de los lugares de disfrute de la población. El arboreto satisfizo mientras tanto la función festiva de uso del "área recreativa" local, (también se ocupará más adelante de los perros), la circulación de vehículos de motor y la circulación de bicicletas está permitida en las vías señalizadas a tal efecto.